# Звёздкин, Володар Захарович
Володар Захарович Звёздкин (26 апреля 1927, Ордынское — 9 августа 2023, Москва) — советский гребец, двукратный чемпион СССР (1956, 1961), чемпион Европы (1957), призёр чемпионата мира (1958) по гребле на байдарках. Мастер спорта СССР. Заслуженный тренер России (1997).

## Биография
Родился 26 апреля 1927 года в посёлке Ордынское Новосибирского округа Сибирского края. С 1951 года жил в Москве, где в возрасте 25 лет начал заниматься греблей на байдарках в спортивном обществе «Искра».
В 1956 году стал чемпионом СССР среди одиночек на дистанции 10000 метров. Во второй половине 1950-х и в начале 1960-х годов входил в сборную страны. Наиболее значимых результатов на международном уровне добивался, выступая в классе четвёрок. В 1957 году на чемпионате Европы в Генте завоевал золотую (1000 м) и серебряную (10000 м) награды. В 1958 году выиграл бронзовую медаль чемпионата мира в Праге на десятикилометровой дистанции. В 1961 году на чемпионате Европы в Познани становился серебряным призёром на обеих дистанциях.
В 1964 году окончил Школу тренеров при ГЦОЛИФКе. В том же году завершил свою спортивную карьеру. В дальнейшем занимался тренерской деятельностью на гребной базе ДСО «Буревестник», работал с несколькими известными гребцами, среди которых трёхкратный чемпион СССР Николай Черёмушкин, призёр Олимпийских игр Виталий Галков и олимпийский чемпион Анатолий Гришин.
Умер 9 августа 2023 года в Москве. Похоронен на Востряковском кладбище.